# Agrochola consueta
Agrochola consueta is een vlinder uit de familie uilen (Noctuidae). De wetenschappelijke naam is voor het eerst geldig gepubliceerd in 1852 door Herrich-Schäffer.
De soort komt voor in Europa.